# Ilex volkensiana
Ilex volkensiana är en järneksväxtart som först beskrevs av Ludwig Eduard Loesener, och fick sitt nu gällande namn av Kanehira och Hatusima. Ilex volkensiana ingår i släktet järnekar, och familjen järneksväxter. Inga underarter finns listade i Catalogue of Life.